# Мкртчян, Арутюн Габриелович
Арутюн Габриелович Мкртчян (арм. Հարություն Մկրտչյան, 15 апреля 1903, Пайхнер, Ван — 15 ноября 1992, Ереван) — армянский советский писатель и литературовед. Член Союза писателей СССР с 1934 года, заслуженный деятель науки Армянской ССР (1963).

## Биография
Рано, в 1915 году, потерял родителей и воспитывался в приюте в Эчмиадзине. В 1916—1919 годах учился в Геворкской семинарии, в 1921 году служил секретарём коммунстической ячейки в Неркин Ахта, Котайке, Баш-Гарни. Член ВКП(б) с 1922 года. С 1923 по 1926 год учился в Тифлисском коммунистическом университете.
В 1931—1933 годах возглавлял Союз деятелей искусств Армении.
В 1934 году — делегат от Армянской ССР на Первом съезде писателей СССР.
В 1934—1937 годах был первым секретарем Союза писателей Армении, редактором Литературной газеты (1932, 1935—1936), затем в 1937—1940 годах — директор Литературного музея. В 1940 году окончил (заочно) лингвистический факультет Ереванского педагогического института.
Участник Великой Отечественной войны, редактор газеты 409-й стрелковой дивизии, т. н. «армянской»..
После войны преподавал в вузах Еревана. С 1950 по 1968 год — заведующий кафедрой армянской литературы Ереванского педагогического института, с 1968 — преподаватель армянской литературы в Ереванском университете.
Доктор филологических наук (1975).

## Память
Мемориальная доска на д. 44 по улице Исаакяна в Ереване.